# Ga Haean
Ga Haean là ga của Tàu điện ngầm Daegu tuyến 1 ở Bangchon-dong, quận Dong, Daegu, Hàn Quốc.
Tên của nhà ga có nguồn gốc từ phân cấp hành chính của Haean-myeon, nó trở thành một phần của Daegu vào 1958.

## Liên kết
- DTRO ga ảo Lưu trữ ngày 20 tháng 12 năm 2012 tại archive.today